# Satorvierkant

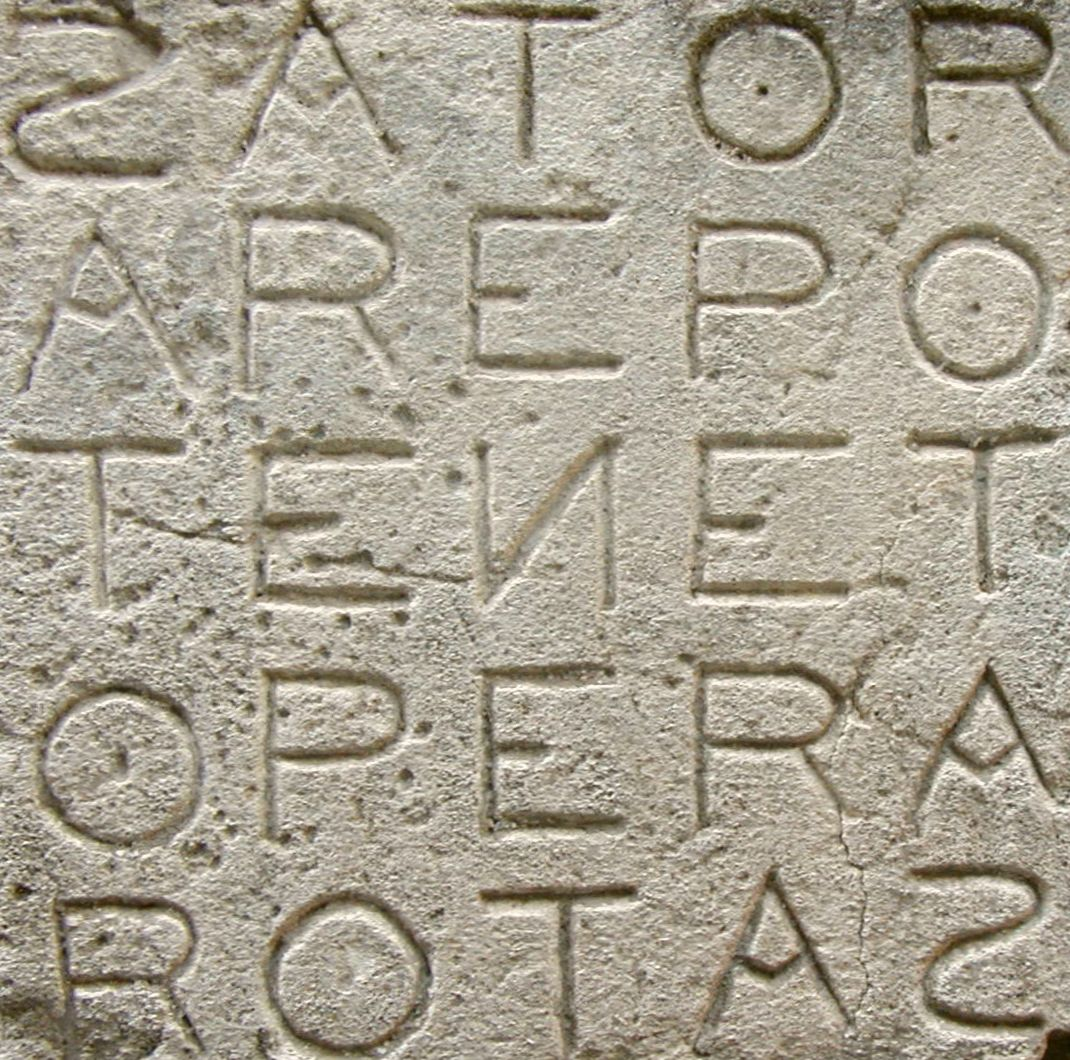
Een satorvierkant in Oppède, Frankrijk

Het satorvierkant of rotasvierkant is een matrix van 5 bij 5, waarin vijf woorden staan die in alle richtingen hetzelfde aangeven (van links naar rechts, van rechts naar links, van boven naar beneden, van beneden naar boven). De tekst van het satorvierkant vormt één lang palindroom en ziet er als volgt uit:
| R O T A S |  | S A T O R |
| O P E R A |  | A R E P O |
| T E N E T |  | T E N E T |
| A R E P O |  | O P E R A |
| S A T O R |  | R O T A S |

## Tekstoverlevering
Het oudste getuigenis wordt aangetroffen op een graffito in Pompeï en dateert dus van vóór de fatale uitbarsting van de Vesuvius in 79 na Chr. Dit bewijst dat we vrijwel zeker met een vóór-christelijke formule te maken hebben. De formule komt voor op magische papyri, amuletten en medaillons, en naderhand ook in christelijke kringen (zelfs de gehele middeleeuwen door), zoals begeleidende christelijke symbolen duidelijk maken.

## Het vierkant
Het satorvierkant is vooral bekend binnen de kabbalistische traditie en is later overgenomen binnen de christelijke esoterie en de alchemie.
SATOR = de zaaier. In de christelijke traditie staat Sator voor de Schepper.
AREPO = op het veld, op de akker, op een lapje grond.
TENET = houdt vast (werkwoord tenere, derde persoon enkelvoud). Let op het TENET-kruis.
OPERA = door zijn arbeid (woord in de ablatiefvorm, zie opera). Binnen de alchemie staat het voor de Steen der Wijzen die gewoon metaal in goud verandert en de bron is van het Levenselixer.
ROTAS = de wielen (lijdend voorwerp meervoud). Het Wiel van de tijd of de seizoenen die steeds doordraaien.
De betekenis van het palindroom is, dat de zaaier door zijn arbeid op het veld meewerkt aan de opbrengst van de seizoenen. M.a.w. de zaaier moet op tijd zaaien om in het najaar de vruchten ervan te kunnen oogsten. Wie zaait (op tijd), zal oogsten. Wil men in het volwassen leven (herfst=oogsttijd) iets bereiken, zal men daarvoor in de jonge jaren (lente=zaaitijd) de nodige inspanningen moeten doen.
In christelijke zin: dat de Schepper van het leven (de zaaier) alles in de gaten houdt en met zorg alles in goede banen leidt. De Schepper is ook de schepper van de Goddelijke Voorzienigheid. Binnen de alchemie is Sator de alchemist die het zaaigoed, het werk en het wiel in de hand heeft; hij bereikt alles wat hij wil op materieel vlak.
AREPO is de ablatiefvorm van ofwel 'arepus' (mannelijk) ofwel 'arepum' (onzijdig). Het woord is niet te vinden in het klassieke Latijnse woordenboek. Verondersteld wordt dat het woord behoord heeft tot de alledaagse volkstaal van de Romeinen, misschien zelfs een plaatselijk dialectwoord.
AREPO heeft wel een taalrelatie met het woord AREPENNIS, een woord dat we vinden in het boek De Re Rustica (over de landbouw) van Lucius Columella (1-ste nC). Volgens Columella is AREPENNIS een verlatijnst Gallisch woord. Het is hetzelfde als een semi-jugerum. Een jugerum is een morgenland, een akker die een landbouwer kon bewerken in een voormiddag. Volgens Columella zijn de afmetingen 240 x 120 Romeinse voet. Een Romeinse voet is gelijk aan circa 0,2964 m. In ons modern maatstelsel: 240 x 120 x 0,2964² = 2530m², afgerond 25 are. Een semi-jugerum (= arepennis) is dus de helft, 12 à 13 are, slechts een lapje grond.
Het woord are (100m²) vindt zijn oorsprong in arepennis. De Franse woorden arpent (lengte van 150m), arpenteur (landmeter), arpenter (opmeten) e.a. vinden hier hun etymologische verklaring. Van jugerum is ook het woord juk afgeleid, omdat de Romeinse ploeg werd getrokken door een ossenspan waarop het 'juk' gelegd werd.
Tenere rotas is een Latijnse uitdrukking. Het betekent letterlijk: de wielen (stevig) draaiend houden. Maar in figuurlijke zin wordt bedoeld het eeuwig ronddraaiend rad van de seizoenkringloop. Het Latijn heeft geen apart woord voor seizoen: het wordt omschreven als anni tempus, de tijd van het jaar. Het woord zaad (zaaien) heeft een taalverband met de Latijnse sator en het woord seizoen vindt zijn oorsprong in het Latijnse sationes of zaaitijden (zie ook Frans saison). Winter is hibernus, hiems, lente is primum tempus, primum ver, zomer is aestas, herfst is autumnus. Hiervan zijn de Franse woorden hiver, printemps, été, automne afgeleid.
Lucretius (1-ste eeuw vC) schreef in zijn De Rerum Natura (over de natuur van de dingen), boek II vers 991, 992, deze toepasselijke tekst: 'Denique caelesti sumus omnes semine oriundi, omnibus ille idem pater est (...)'. Ten slotte zijn we allen geboren uit het hemelse zaad en hebben we allen dezelfde vader (...).

## De satortempel
Let op de visgraatstructuur van de medeklinkers: SRN en RPN maken vier visgraten, met de T als ontsluiting. De medeklinkers vormen het skelet van het vierkant, de klinkers zijn de ziel. De vier wegen die door de medeklinkers worden gevormd staan voor de vier wegen die iemand moet gaan als hij ingewijd wil worden in de alchemie: de rechter weg, de linker weg, de weg door de dood en de koninklijke weg. Dit geheel wordt de satortempel genoemd.

## De christelijke interpretatie

Anagram gevormd door de letters van het satorvierkant

Wellicht had men in christelijke kringen reeds vroeg opgemerkt dat in de 25 letters tweemaal de letters van PATER NOSTER en tweemaal de A en de O voorkomen. A en O zijn dan Alfa en Omega, de eerste en laatste letter van het Griekse alfabet, waarmee Christus Zichzelf vergelijkt (Openbaring 1:8 en 21:6) om aan te geven dat Hij het begin en het einde is. Alleen de N komt maar een keer voor, een probleem dat verholpen wordt door de letters in een kruis te rangschikken, met de N in het midden.
Dit geeft wellicht een verklaring voor de populariteit van het vierkant in christelijke tijden.
Het kan echter niet meer zijn dan een achteraf gegeven betekenis, aangezien de tekst reeds voorkomt vóór de algemene verspreiding van het christendom. Ook de joodse origine wordt door vele onderzoekers in twijfel getrokken.

## Familienaam
Er bestaat een kleine Nederlandse familie met de naam Satoor de Rootas. De naam zou in Nederlands-Indië zijn ontstaan en aan het vierkant zijn ontleend.

## Varianten
| L | E | B | E | N |
| E | H | E | R | E |
| B | E | I | E | B |
| E | R | E | H | E |
| N | E | B | E | L |

| T | O | N | A | R |
| O | M | E | G | A |
| N | E | M | E | N |
| A | G | E | M | O |
| R | A | N | O | T |

| N | O | N | A | C |
| O | M | E | G | A |
| N | E | M | E | N |
| A | G | E | M | O |
| C | A | N | O | N |

## Verwijzingen
- Magisch vierkant
- Tenet, film uit 2020 waarvan de titel verwijst naar het satorvierkant